# Deûle
Deûle este un râu situat în nordul Franței, al cărui curs este astăzi, în cea mai mare parte, canalizat (de la Douai la Deûlémont). Este un afluent al râului Lys, deci un subafluent al râului Escaut.

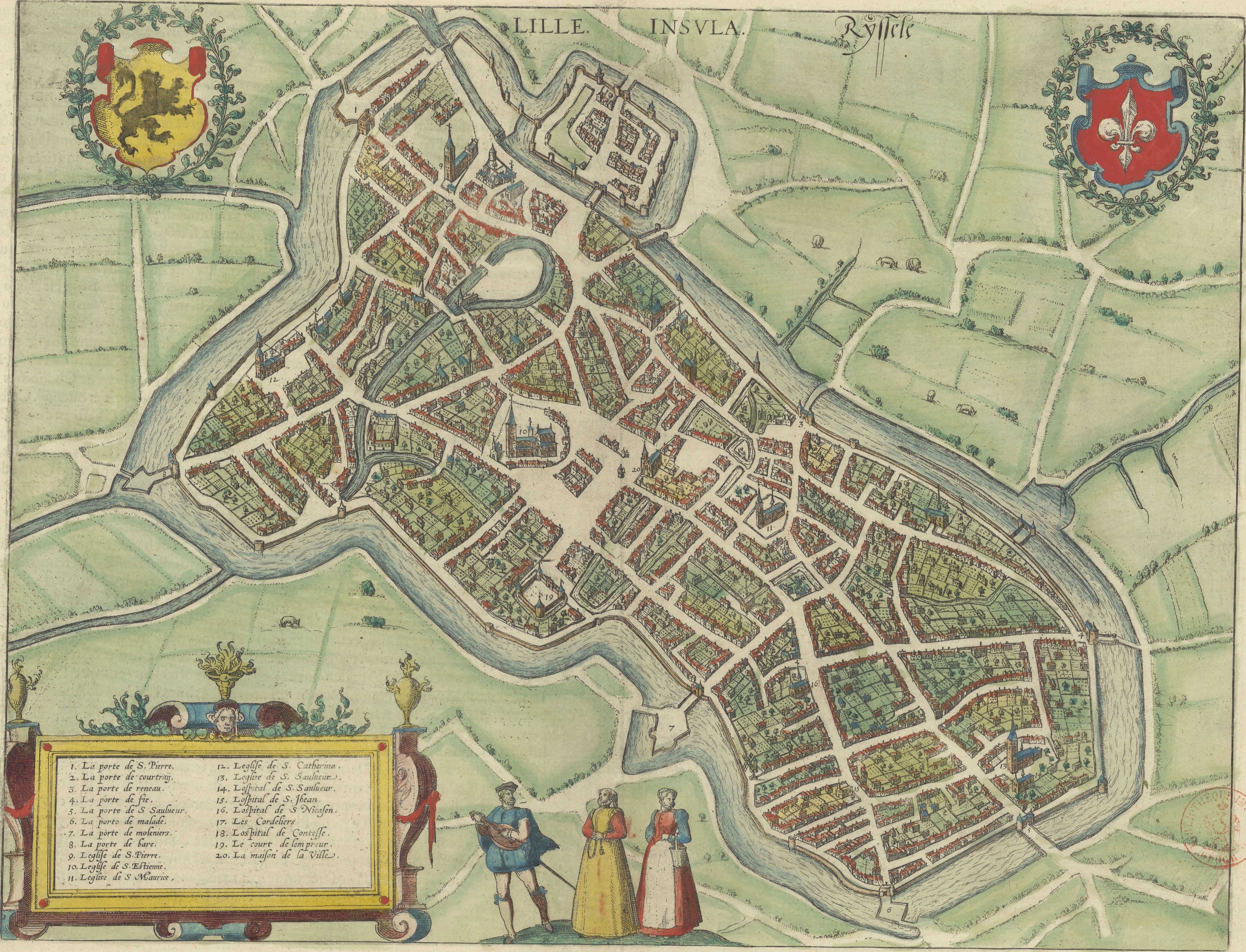
În secolul al XIII-lea, Lille era o insulă (insula) apărată de fortificații și de castelul numit de Courtrai (situat lângă poarta Courtrai), care avea aceeași funcție defensivă ca viitoarea cetate din Lille construită de Vauban, precum și de șanțuri umplute cu apă din râul Deûle.

## Toponimie
Numele râului este menționat sub forma Dupla în 1276, o evoluție fonetică a probabilului Dubulā, bazat pe celticul (galeza) dubu- – „negru” (cf. bretonă du „negru”, irlandeză dub „negru”), cu sensul de „cea negricioasă”. Accentul circumflex nu are origine etimologică (nu provine dintr-un vechi s).
Deûle se numește Deule în neerlandeză.
Potrivit geologului M. Meugy (1852), odinioară o parte a râului Deûle purta denumirea de „Arbonnoise”: „De la Planche-à-Quesnoy, canalul se desprinde de vechiul curs al Deûlei, care ia numele de Arbonnoise (și se îndreaptă spre podul din Canteleu, traversând argila de loess, pătrunzând în mlaștină abia la ecluza din suburbia faubourg de la Barre. Totuși, pajiștile Saint-André, prin care trece canalul Deûlei la vest de cetate, sunt mlăștinoase în mai multe locuri)”.

## Traseu și ramificații

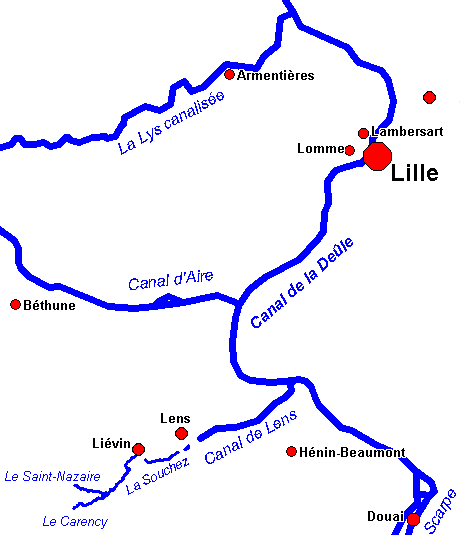
Canalele Deûlei, Lensului, Lysului și Aire.

Lungimea cursului său de apă este de 58,8 km.
Deûle își are izvorul în departamentul Pas-de-Calais, puțin la nord de Carency, în Ablain-Saint-Nazaire, în locul numit Cloquesart; intră în departamentul Nord în apropiere de Bauvin (altitudinea 23 m) și se varsă în Lys la Deûlémont (altitudinea 11,25 m).
Aici a fost construit un important port fluvial.
Deûle separă platoul calcaros, care domină malul său drept, de nisipurile terțiare depuse pe malul stâng.
Se disting mai multe tronsoane, de la amonte spre aval.

### Amonte
Râul își are izvorul la Carency și se unește, în acest sat, cu râul Souchez, format din două pâraie: Carency și Saint-Nazaire. Acest râu este canalizat începând de la limita dintre comunele Lens și Noyelles-sous-Lens, sub denumirea de canalul Souchez sau canalul Lens, cu o lungime de 8 km, până la confluența de la Courrières cu canalul Haute-Deûle.

### Haute-Deûle
Porțiunea canalului Haute-Deûle dintre Courrières și confluența cu canalul Aire la Bauvin corespunde cursului istoric al râului.
Acest canal, care constituie o parte din canalul Dunkerque–Escaut, se prelungește, de asemenea, la est de Courrières până la Douai, asigurând legătura cu râurile Scarpe⁠(d) și Sensée⁠(d).
Imediat în aval de Lens, canalul prezintă particularitatea de a fi astăzi situat la o cotă superioară față de terenurile învecinate, ca urmare a tasărilor miniere. El a trebuit să fie supraînălțat pentru a preveni inundarea zonelor afectate de tasare. Pompe speciale evacuează apele care ar putea provoca inundații în aceste zone. De la Bauvin până la portul din Lille, Deûle canalizată poartă, de asemenea, numele de canalul Haute-Deûle. Traseul acestei porțiuni a fost modificat semnificativ prin lucrări hidrotehnice de amploare desfășurate de-a lungul mai multor secole.

### Deûle la Lille
Legătura dintre Haute-Deûle și Basse-Deûle era asigurată, începând din 1751, de un canal numit odinioară canalul Moyenne-Deûle, care trecea prin fața Fațadei Esplanadei din actualul „Vieux-Lille”. Acest canal, devenit prea îngust și prea puțin adânc pentru barjele moderne, a fost închis navigației în 1978 și înlocuit cu o legătură de mare gabarit care ocolește cetatea din Lille pe partea de vest. Pentru această legătură a fost construită ecluza Grand-Carré.

### Basse-Deûle
Basse-Deûle este porțiunea canalului situată în aval de Lille, până la râul Lys (cu confluența la Deûlémont). Numele Deûlémont (de origine neerlandeză Deulemonde) înseamnă „gura de vărsare a râului Deûle”. Acest canal primește, la Marquette-lez-Lille, râul Marque canalizat, care face parte din legătura dintre Deûle și Escaut prin canalul Roubaix și canalul Espierres.

## Istoricul canalizării

### Primele amenajări
Conform mărturiilor arheologice, se știe că, încă din neolitic și apoi la sfârșitul Antichității, Haute-Deûle (la sud de Lille) era deja exploatată de om, într-un paleopeisaj care sugerează resurse naturale abundente. Acest fapt este confirmat de studiile arheopaleontologice realizate pe siturile Luyot, Haut de Clauwiers și Épinette, care atestă prezența umană la sfârșitul perioadei galo-romane și începutul epocii merovingiene. Din diverse motive, parțial încă neexplicate, valea a suferit ceea ce arheologii au numit o „criză erozivă” în secolul al II-lea d.Hr., care s-a prelungit până la urbanizarea albiei minore.
Râul Deûle, încă capricios și plin de meandre, era navigabil cel puțin din epoca galo-romană între Lille și Lys.
În 1244, Margareta, contesă de Flandra, acordă dreptul de folosință asupra mlaștinilor din Haute-Deûle riveranilor și locuitorilor parohiilor locale. Rețeaua de canale și turbării este treptat drenată printr-un canal navigabil. Tânărul oraș Lille cumpără atunci Haute-Deûle, iar castelanul ordonă săparea unui canal de la Lille la Don.
În 1271, castelanul Jean al III-lea de Lille (mort în 1272 sau 1276), senior de Fresnes-Lez-Condé, Blaringhem, Haubourdin și Meulebeeke, și castelan de Lille, primește ca zestre de la contesa Ioana de Flandra această porțiune de râu, pe care o finalizează la canalizarea de la Don la La Bassée, drenând pe parcurs mlaștinile din Haubourdin. Ulterior, în 1693, Deûle va fi conectată definitiv la râul Scarpe⁠(d), realizând legătura între mai multe bazine hidrografice și devenind un nou factor de fragmentare ecopaisagistică pentru migrația faunei terestre.
Apele râului Deûle au alimentat, din secolul al XIV-lea până la sfârșitul secolului al XVI-lea, șanțurile care înconjurau castelul numit de Courtrai, construit la Lille de Filip cel Frumos, în contextul celor cinci ani de război din Flandra (război purtat de acest rege începând cu 7 ianuarie 1297 pentru a controla comitatul Flandrei, după ce, în iunie 1296, „a luat sub protecția sa cele cinci orașe importante ale Flandrei: Gent, Bruges, Ypres, Douai și Lille”). Acest castel, demolat în 1577, era cea mai mare fortăreață construită sub Filip cel Frumos.
La începutul secolului al XVI-lea, navigația a fost extinsă spre sud prin canalizarea râului Souchez până la Courrières și la orașul textilist Lens, lucrare realizată pe cheltuiala burghezilor din Lille.

### Proiectele lui Vauban
După ce armatele lui Ludovic al XIV-lea au cucerit Lille (1667), Vauban a conceput un vast proiect de canalizare inter-bazine pentru a dispune nu doar de apă pentru inundarea șanțurilor noii cetăți din Lille, ci și pentru a încetini înaintarea trupelor inamice în caz de contra-invazie dinspre Țările de Jos. Acest proiect cuprindea:
- un canal de legătură între râul Scarpe⁠(d), de la Corbehem, și râul Sensée⁠(d), la Arleux (terminat în 1690),
- un canal cu ecluză (astăzi canalul Haute-Deûle), între râul Scarpe (de la Fort de Scarpe) și Courrières (terminat în 1693). Ecluza era alimentată de râul Escrébieux[13],
- o deviere a apelor Deûle la traversarea orașului Lille, de la insula Rihour până la noua cetate, creând „brațul de la Barre”.
- Canalul Moyenne-Deûle, deschis în 1750, a eliminat transbordarea mărfurilor pe uscat în Lille între Haute-Deûle și Basse-Deûle.

Orașul Lille și-a asumat întreaga sarcină a întreținerii căii navigabile de la Fort de Scarpe până la Deûlémont și a perceput taxe de trecere până în 1798, dată la care Consulatul a preluat exploatarea.

### Timpul turbii
În ultimele milenii, mlaștinile au produs în valea aluvionară a Deûle cantități mari de turbă, care au fost exploatate din Evul Mediu până la apariția cărbunelui și chiar puțin mai târziu pentru producerea cenușii de turbă vândută ca îngrășământ.
Potrivit geologului A. Meugy, în jurul anului 1852, exista puțină turbă în aval de Lille: „În aval de Lille, aluviunile moderne ale Deûle sunt, ca să spunem așa, limitate la cele două maluri ale sale. Le-am observat doar la intersecția acestui râu cu calea ferată Dunkerque, unde s-a găsit la câțiva metri de malul stâng un nisip argilos negricios și turbă cu un mare număr de cochilii (paludine, planorbe, limnee etc.)”, însă turbă era abundentă chiar în Lille („Turba există încă sub vechea movilă a circului, pe care administrația municipală a făcut-o să fie demolată pentru a oferi muncă lucrătorilor șomeri după revoluția din 1848. S-au scos 30.000 m³ de pământ, care au fost folosiți pentru a ridica terenul unor parcele aflate în afara fortificațiilor, pe comuna Saint-André. Această movilă, al cărei contur era acela al unui con trunchiat, avea 42 m în diametru la vârf și 9 m înălțime. Ea provenea, cel mai probabil, dintr-un umplut executat de mâna omului într-o epocă foarte îndepărtată și forma, în mijlocul terenurilor joase și mlăștinoase care o înconjurau, un fel de insulă de unde orașul și-a luat numele”) scria Meugy în 1852, și și mai mult în mare parte din bazin.
În jurul anului 1850, mlaștinile Deûle acopereau încă „aproximativ 4.400 hectare”, „la o cotă medie de 21 metri. Ele se întind pe comunele La Bassée, Salomé, Hantay, Bauvin, Annœullin, Marquillies, Sainghin-en-Weppes, Wavrin, Don, Allennes-les-Marais, Herrin, Gondecourt, Seclin, Houplin, Sante, Noyelles, Wattignies, Emmerin, Haubourdin, Sequedin, Lomme, Loos, Esquermes, Wazemmes și Lille. În trecut se extrăgea turbă aproape în toate aceste comune pentru încălzirea domestică. Astăzi, utilizarea acestui combustibil devine din ce în ce mai restrânsă și nu se mai exploatează decât ocazional”.
Tot potrivit lui Meugy (1852), Haubourdin și Emmerin au exploatat intens turbă care s-a format lent în trecut în vastele mlaștini ale vechii văi aluvionare a Deûle, „în principal în scopul utilizării cenușii de turbă ca îngrășământ. Turba se găsește adesea la suprafața solului în localitățile unde formează un strat de 1–3 m grosime, așezat peste un pat de argilă albă. Ea se extrage prin dragare. Turbăria din Haubourdin ocupă douăzeci și cinci de muncitori timp de cinci–șase luni. Produce zilnic 20 de metri cubi de turbă umedă sau 20 de metri cubi de turbă uscată cântărind 600 kg pe metru cub. 10 ari furnizează cel puțin 30.000 de turbe, fiecare echivalentă cu 2 decimetri cubi și valorând 6,50 Fr. pentru mie. Cenușa se vinde cu 0,75 Fr. hectolitru.” În 1850, turbă nu mai era exploatată pentru încălzire în departamentul Nord, deoarece industria minieră furniza din abundență cărbune vândut la un preț mai mic.

### Epoca cărbunelui
În secolul al XIX-lea, pentru a îmbunătăți aprovizionarea cu cărbune a orașului Lille din bazinul Escautului, un grup de investitori obține concesiunea canalului Roubaix între Escaut și Marque, afluent al Deûle, a cărui confluență se află la Marquette-lez-Lille. În 1880, guvernul decide să omogenizeze caracteristicile rețelei franceze conform gabaritului Freycinet, corespunzător transportului cu plutele flamanzi, care circulau deja pe canalele din nordul Franței.

### Amenajarea la mare gabarit
Ca urmare a celor două războaie mondiale, a pagubelor consecutive și a resurselor dedicate reconstrucției, situația gabaritului nu evoluează pe Deûle până în 1954: în acel an, Conferința Europeană de la Paris propune promovarea căilor navigabile ale Escaut, Deûle și Lys pentru navigația chalandelor de peste 1 000 de tone.
Pe Deûle, după reconstrucția ecluzei la mare gabarit de la Don (1959), trecerea la mare gabarit (3 000 tone) a sectorului Bauvin–Marquette este declarată de utilitate publică. Lucrările încep în 1968 pe sectorul Ansereuilles–Haubourdin și se finalizează odată cu construirea noii ecluze Grand Carré la Lille (1974–1977). Din cauza restricțiilor bugetare, lucrările de la Lille până la Marquette se realizează doar la un gabarit redus de 1 350 tone, iar abia printr-un program regional de finanțare (1978–1982) gabaritul este mărit de la 350 tone la 800 tone între Marquette și Deûlémont.
Lucrările de lărgire reîncep abia în 1993, odată cu demolarea ecluzei Deûlémont, ceea ce determină scăderea cu 1,83 m a nivelului apei în amonte de confluența cu Lys-ul. După un deceniu de lucrări, Deûle este deschisă la gabaritul de 1 350 tone în aval de Lille în iunie 2004.

## Trafic de marfă și turistic
În 2013, prin cea mai mare ecluză a Deûle (ecluza Grand-Carré, de 145 m lungime și 12 m lățime) au trecut peste 400 de ambarcațiuni de agrement, precum și o parte importantă din cele douăsprezece milioane de tone de mărfuri transportate pe Deûle și celelalte canale din regiunea Nord-Pas-de-Calais.

## Valorificare turistică
O pistă verde continuă, cu excepția unei întreruperi pe sectoarele comune între cartierul Bois Blancs și Haubourdin, urmează cursul Deûle-ului de la Pont-à-Vendin până la Deûlémont. Această „pistă cicloturistică a Deûle-ului” face parte din EuroVelo 5, aflată în curs de realizare în 2022.

## Mediu și sedimente
Din cauza numeroaselor unități industriale vechi din bazinul său sau de pe maluri (turnătorii de plumb și zinc foarte poluante, ateliere de producție de oxid de plumb, tratamente de suprafață, industria auto etc.) și a urmelor importante ale celor două războaie mondiale, sedimentele Deûle-ului au fost și rămân puternic poluate.
Sedimente
Un raport din 1996, realizat sub egida Agenției Apelor Artois-Picardie, menționa că „conținutul de metale din sedimentele Deûle-ului este mai ridicat decât în alte situri franceze, chiar foarte ridicat, cu excepția cromului și cuprului. Compararea cu situri externe a arătat că Deûle este, pentru anumite metale (Cf, Cu), printre cele mai puțin contaminate, iar pentru altele printre cele mai contaminate (As, Hg) și chiar cea mai contaminată (Cd, Pb, Zn)”.
Conform lui Boughriet și colegilor săi, în 2007, metalele toxice antropice precum taliul (Tl), indiul (In) și cadmiul (Cd) se regăsesc în sedimente, fiind principal reținute în oxizii/hidroxizii de fier și mangan, în timp ce staniul (Sn) antropogen predomină în aluminosilicați/argile. Ei adaugă că nivelurile încă ridicate de Pb, Zn, Cd și In în fracțiunea reducibilă a sedimentelor constituie un risc persistent pentru ecosistemul acvatic în cazul apariției fenomenelor diagenetice timpurii (observate în materialul sedimentar) și al perturbărilor fizice (care apar în coloana de apă în timpul lucrărilor, dragărilor sau trecerii unor bacuri puternice, de exemplu).

## Studii și cercetare
Datele arheologice sunt uneori dificil de exploatat din cauza urmelor lăsate de activitățile industriale și de război, dar se desfășoară un amplu proiect interdisciplinar care reunește paleontologi, arheologi, istorici, geografi și ecologi pentru a înțelege mai bine evoluția cursului râului de-a lungul epocilor și pentru perioada recentă. Aceste cercetări se pot sprijini acum pe referințe tot mai precise și pe un Sistem Informațional Geografic (SIG) pentru studiul relațiilor râu-acvifer, râu-ecopaisaj și om-mediu. În 2003, un dosar al Revue du Nord Archéologie a publicat „o primă serie de articole reunite sub titlul Vallée de la Deûle, paléoenvironnement et occupations humaines. Acest dosar, rezultat al unui atelier al Centrului de Cercetări Halma-Ipel, UMR 8164, aduna un prim set de date provenite în principal din descoperiri mai vechi”.

## Enigma înecaților din Deûle (2011–2012)
În 2011 și 2012, mai multe persoane au fost găsite decedate în Deûle, generând o polemică în presa locală.
Aceste cazuri de înec au fost inițial clasificate de poliție fără urmări, dar investigații ulterioare au vizat grupuri neonaziste din Lille, pe fondul suspiciunilor de crime cu caracter homofob.